# Afromevesia bicolorapex
Afromevesia bicolorapex là một loài tò vò trong họ Ichneumonidae.